# Rathaus (Höchstadt an der Aisch)

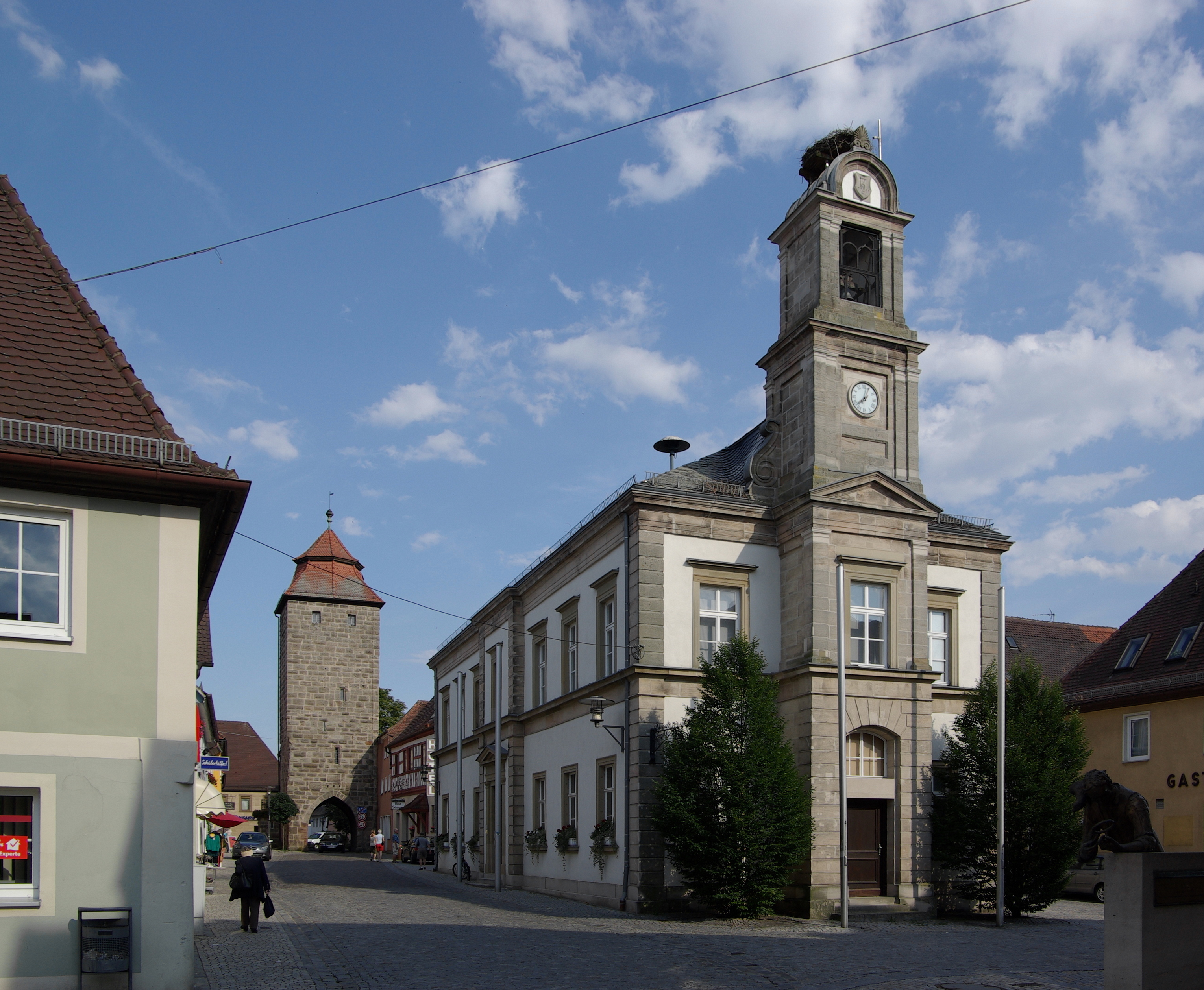
Ehemaliges Rathaus in Höchstadt an der Aisch

Das Rathaus in Höchstadt an der Aisch, einer Stadt im mittelfränkischen Landkreis Erlangen-Höchstadt in Bayern, wurde um 1870 errichtet. Das ehemalige Rathaus an der Hauptstraße 5 ist ein geschütztes Baudenkmal. 
Der zweigeschossige Massivbau mit Walmdach und Mittelrisalit hat eine Lisenen- und Gesimsgliederung. Im Westen steht der Fassadenturm mit Tonnenaufsatz. 